# محتوى GC

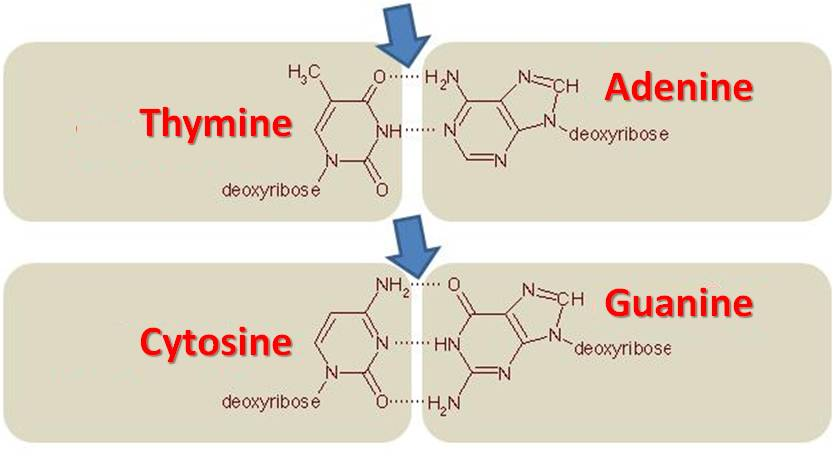
روابط نوكليوتيدية تظهر الزوجين القاعديين AT وGC.

محتوى GC أو محتوى الغوانين والسايتوسين في علم الأحياء الجزيئي هي نسبة القواعد النيتروجينية في الدنا أو الرنا التي هي إما غوانين أو سايتوسين (من احتمالية أربع قواعد، بما فيها الأدنين والثايمين في الدنا والأدينين واليوراسيل في الرنا). وهذه النسبة قد تخص قطعة معينة من الدنا والرنا أو الجينوم بأكمله. حين تتعلق هذه النسبة بقطعة من المادة الجينية، يمكن تدل على محتوى GC في منطقة من جين، جين واحد، مجموعة من الجينات ( تكتل من الجينات) أو حتى منطقة غير مشفرة. يترابط الغوانين والسايتوسين (GC) بروابط هيدروجينية محددة، بينما يرتبط الأدنين مع الثايمين بشكل خاص في الدنا، ويرتبط مع اليوراسيل في الرنا.
يترابط الزوج القاعدي GC بثلاث روابط هيدروجينية في تترابط الأزواج AT وAU برابطتين هيدروجينيتين، ولتوضيح هذا الاختلاف في عدد الرابط الهيدروجينية، يمكن الرمز لأزواج القواعد بـ: G≡C مقابل A=T وA=U. الدنا الذي له محتوى GC منخفض أقل استقرار من الدنا ذو محتوى GC مرتفع، لكن لا يوجد للروابط الهيدروجينية بحد ذاتها تأثير على الاستقرار وإنما يعود الاستقرار أساس إلى التفاعلات بين القاعد المحزمة على نفس السلسلة المنفردة. رغم الاستقرارية الحرارية المرتفعة الموجودة لدى المادة الوراثية، فقد تمت ملاحظة أنه -على الأقل- تقوم بعض أنواع البكتيريا مرتفعة محتوى GC بالتحلل الذاتي بسهولة أكبر، وهذا يُنقص من طول عمر الخلية بحد ذاتها. بسبب الاستقرارية الحرارية الموجودة لدى الكائنات ذات المواد الجينية مرتفعة محتوى GC، فقد كان يُعتقد بشكل واسع أن محتوى GC لعب دورا ضروريا في التأقلم الحراري، وهي نظرية تم تفنيدها عام 2001، لكن تم توضيح أنه يوجد ارتباط وثيق بين النمو الأمثل لبدائيات النوى في درجات حرارة مرتفعة ومحتوى GC في الرنا المُهيكَل (مثل الرنا الريبوزومي، الرنا الناقل، والعديد من أنواع الرنا غير المشفرة).
تم إيعاز سبب كون الأزواج القاعدية AU أقل استقرارا من الأزواج GC إلى احتواء الأزواج GC على ثلاث روابط هيدروجينية وAU على رابطتين فقط وهو ما يجعل بنيات الرنا عاليةِ محتوى GC أكثر مقاومة للتأثيرات الحرارية. حديثا، تم إثبات أن العامل الأكثر تأثيرا في الاستقرار الحراري للأحماض النووية مزدوجة السلاسل - بدل عدد الروابط الهيدروجينية بين القواعد - هو تفاعلات التحزيم بين القواعد المجاورة في سلسلة واحدة. توجد طاقة تحزيم مفضلة أكثر للأزواج G:C لأن الوضعيات النسبية للمجموعات خارج الحلقية فيها مناسبة أكثر منها في الأزواج A:U، بالإضافة إلى ذلك هناك ارتباط بين ترتيب تحزيم القواعد والاستقرار الحراري.
في تجارب تفاعل البوليميراز المتسلسل، يستخدم محتوى GC للمشرعات للتنبؤ بدرجة حرارة تلدين سلسلة الدنا القالب. فكلما كان محتوى الغوانين والسايتوسين  أكبر كانت درجة حرار الذوبان أعلى.